# Benjamin Harrison
Acest articol este despre președintele Statelor Unite ale Americii. Pentru alte persoane, vedeți Benjamin Harrison (dezambiguizare).
Benjamin Harrison  (n. 20 august 1833 - d. 13 martie 1901) a fost cel de-al douăzeci și treilea președinte al Statelor Unite ale Americii, în funcție pentru un singur mandat între 1889 și 1893. Originar din statul Indiana, Harrison a fost înaintea mandatului prezidențial senator de Indiana. Benjamin Harrison este nepotul președintelui William Henry Harrison.
A participat la Războiul civil în calitate de colonel de infanterie, pentru scurt timp și general de brigadă. A câștigat mandatul prezidențial prin voturile electorilor, deși a pierdut alegerile populare.